# 长叶翅膜菊
长叶翅膜菊（学名：Alfredia fetsowii）为菊科翅膜菊属的植物，为中国的特有植物。分布在中国大陆的新疆等地，生长于海拔2,100米至2,750米的地区，多生长在山坡或山沟，目前尚未由人工引种栽培。